# Uytwijck
Uytwijck is een landgoed aan de Utrechtseweg 195 - 209 ten zuiden van Hilversum. Het in 1991 tot provinciaal monument uitgeroepen particuliere gebied is niet vrij toegankelijk. Het wordt aan de westzijde begrensd door de Utrechtseweg, aan de oostzijde door de spoorlijn Hilversum-Utrecht. Aan de zuidzijde ligt de Zwaluwenberg en aan de noordzijde het Laapersbos. 
Het park werd in 1921 aangelegd door de Naardense landschapsarchitect Dirk Tersteeg. Hij ontwierp in architectonische tuinstijl enkele verdiept aangelegde deeltuinen en maakte zichtassen in het gebied. Ook ontwierp hij trappartijen, muren en objecten die inmiddels alle zijn gerestaureerd. In de landschapstuin groeien bijzondere bomen.
Villa Uytwijck werd in 1921 gebouwd voor Rotterdammer Dirk Pieter Hoyer, onder toezicht van architect Cornelis de Groot. Hij ontwierp tevens, links van de entree van het landgoed, de tuinmanswoning in interbellumstijl. Ook kwam er een garage met daarboven een woning. De gebouwde tuinschuur is inmiddels gesloopt.

## Trivia
- In de jaren 70 (1977) zijn er opnames gemaakt bij het landgoed voor de aflevering: In de huishouding.